# 2017–2018-as Európa-liga (egyenes kieséses szakasz)
A 2017–2018-as Európa-liga egyenes kieséses szakasza 2018. február 15-én kezdődött és május 16-án ért véget. Az egyenes kieséses szakaszban 32 csapat vett részt, amelyek a csoportkör során a saját csoportjuk első két helyének valamelyikén, illetve az UEFA-bajnokok ligája csoportkörének harmadik helyén végeztek.

## Lebonyolítás
A döntő kivételével mindegyik mérkőzés oda-visszavágós rendszerben zajlott. A két találkozó végén az összesítésben jobbnak bizonyuló csapatok jutottak tovább a következő körbe. Ha az összesítésnél az eredmény döntetlen volt, akkor az idegenben több gólt szerző csapat jutott tovább. Amennyiben az idegenben lőtt gólok száma is azonos volt, akkor 30 perces hosszabbítást rendeztek a visszavágó rendes játékidejének lejárta után. Ha a 2x15 perces hosszabbításban gólt/gólokat szerzett mindkét együttes, és az összesített állás egyenlő volt, akkor a vendég csapat jutott tovább idegenben szerzett góllal/gólokkal. Gólnélküli hosszabbítás esetén büntetőpárbajra került sor. A döntőt egy mérkőzés keretében rendezték meg.

## A legjobb 16 közé jutásért

### Sorsolás
A legjobb 16 közé jutásért zajló mérkőzések párosításainak sorsolását 2017. december 11-én tartották.
A csapatok két kalapba kerültek.
- Kiemelt csapatok: az Európa-liga csoportkörének első helyezettjei, valamint az UEFA-bajnokok ligája csoportkörének négy legjobb harmadik helyezettje
- Nem kiemelt csapatok: az Európa-liga csoportkörének második helyezettjei, valamint az UEFA-bajnokok ligája csoportkörének másik négy harmadik helyezettje

A sorsolás során egy kiemelt csapat mellé egy nem kiemelt csapatot sorsolnak. Figyelembe veszik, hogy azonos nemzetű együttesek, illetve az azonos csoportból továbbjutó csapatok nem szerepelhetnek egymás ellen.
A második kalapban szereplő csapatok játsszák az első mérkőzést hazai környezetben.
Továbbjutók az Európa-liga csoportköréből
| Csoport   | Csoportelső (kiemeltek) | Csoportmásodik (nem kiemeltek) |
| --------- | ----------------------- | ------------------------------ |
| A csoport | Villarreal CF           | Asztana FK                     |
| B csoport | Dinamo Kijiv            | Partizan                       |
| C csoport | Sporting de Braga       | Ludogorec Razgrad              |
| D csoport | AC Milan                | AÉK                            |
| E csoport | Atalanta                | Olympique Lyonnais             |
| F csoport | Lokomotyiv Moszkva      | FC København                   |
| G csoport | Viktoria Plzeň          | FCSB                           |
| H csoport | Arsenal                 | Crvena zvezda                  |
| I csoport | Red Bull Salzburg       | Olympique de Marseille         |
| J csoport | Athletic Bilbao         | Östersund FK                   |
| K csoport | Lazio                   | OGC Nice                       |
| L csoport | Zenyit                  | Real Sociedad                  |

Továbbjutók az UEFA-bajnokok ligája csoportköréből
Harmadik helyezettek sorrendje
| Seed | Cs | Csapat             | M | Gy | D | V | G+ | G– | Gk  | P | Seeding       |
| ---- | -- | ------------------ | - | -- | - | - | -- | -- | --- | - | ------------- |
| 1.   | A  | CSZKA Moszkva      | 6 | 3  | 0 | 3 | 8  | 10 | −2  | 9 | Kiemeltek     |
| 2.   | C  | Atlético de Madrid | 6 | 1  | 4 | 1 | 5  | 4  | +1  | 7 | Kiemeltek     |
| 3.   | G  | RB Leipzig         | 6 | 2  | 1 | 3 | 10 | 11 | −1  | 7 | Kiemeltek     |
| 4.   | D  | Sporting CP        | 6 | 2  | 1 | 3 | 8  | 9  | −1  | 7 | Kiemeltek     |
| 5.   | F  | SSC Napoli         | 6 | 2  | 0 | 4 | 11 | 11 | 0   | 6 | Nem kiemeltek |
| 6.   | E  | Szpartak Moszkva   | 6 | 1  | 3 | 2 | 9  | 13 | −4  | 6 | Nem kiemeltek |
| 7.   | B  | Celtic             | 6 | 1  | 0 | 5 | 5  | 18 | −13 | 3 | Nem kiemeltek |
| 8.   | H  | Borussia Dortmund  | 6 | 0  | 2 | 4 | 7  | 13 | −6  | 2 | Nem kiemeltek |

### Párosítások
Az első mérkőzéseket 2018. február 15-én, a visszavágókat február 22-én játszották.
| 1. csapat              | Össz.Tooltip Aggregate score | 2. csapat          | 1. mérk. | 2. mérk. |
| ---------------------- | ---------------------------- | ------------------ | -------- | -------- |
| Borussia Dortmund      | 4–3                          | Atalanta           | 3–2      | 1–1      |
| OGC Nice               | 2–4                          | Lokomotyiv Moszkva | 2–3      | 0–1      |
| FC København           | 1–5                          | Atlético de Madrid | 1–4      | 0–1      |
| Szpartak Moszkva       | 3–4                          | Athletic Bilbao    | 1–3      | 2–1      |
| AÉK                    | 1–1 (i.g.)                   | Dinamo Kijiv       | 1–1      | 0–0      |
| Celtic                 | 1–3                          | Zenyit             | 1–0      | 0–3      |
| SSC Napoli             | 3–3 (i.g.)                   | RB Leipzig         | 1–3      | 2–0      |
| Crvena zvezda          | 0–1                          | CSZKA Moszkva      | 0–0      | 0–1      |
| Olympique Lyonnais     | 4–1                          | Villarreal CF      | 3–1      | 1–0      |
| Real Sociedad          | 3–4                          | Red Bull Salzburg  | 2–2      | 1–2      |
| Partizan               | 1–3                          | Viktoria Plzeň     | 1–1      | 0–2      |
| FCSB                   | 2–5                          | Lazio              | 1–0      | 1–5      |
| Ludogorec Razgrad      | 0–4                          | AC Milan           | 0–3      | 0–1      |
| Asztana FK             | 4–6                          | Sporting CP        | 1–3      | 3–3      |
| Östersund FK           | 2–4                          | Arsenal            | 0–3      | 2–1      |
| Olympique de Marseille | 3–1                          | Sporting de Braga  | 3–0      | 0–1      |

### Mérkőzések
| 2018. február 15. 19:00 |

| Borussia Dortmund                | 3–2               | Atalanta       |
| -------------------------------- | ----------------- | -------------- |
| Schürrle 30' Batshuayi 65' 90+1' | (1–0) Jegyzőkönyv | Iličić 51' 56' |

| Westfalenstadion, Dortmund Játékvezető: Daniel Stefański (lengyel) |

| 2018. február 22. 21:05 |

| Atalanta  | 1–1               | Borussia Dortmund |
| --------- | ----------------- | ----------------- |
| Tolói 11' | (1–0) Jegyzőkönyv | Schmelzer 83'     |

| Mapei Stadion, Reggio Emilia Játékvezető: Jesús Gil Manzano (spanyol) |

| 2018. február 15. 19:00 |

| OGC Nice                    | 2–3               | Lokomotyiv Moszkva               |
| --------------------------- | ----------------- | -------------------------------- |
| Balotelli 4' 28' (11-esből) | (2–1) Jegyzőkönyv | Fernandes 45' (11-esből) 69' 77' |

| Allianz Riviera, Nizza Játékvezető: Kovács István (román) |

| 2018. február 22. 17:00 |

| Lokomotyiv Moszkva | 1–0               | OGC Nice |
| ------------------ | ----------------- | -------- |
| Gyenyiszov 30'     | (1–0) Jegyzőkönyv |          |

| RZD Aréna, Moszkva Játékvezető: Pavel Královec (cseh) |

| 2018. február 15. 21:05 |

| FC København | 1–4               | Atlético de Madrid                              |
| ------------ | ----------------- | ----------------------------------------------- |
| Fischer 15'  | (1–2) Jegyzőkönyv | Ñíguez 21' Gameiro 37' Griezmann 71' Vitolo 77' |

| Parken Stadion, Koppenhága Játékvezető: Alekszej Kulbakov (fehérorosz) |

| 2018. február 22. 19:00 |

| Atlético de Madrid | 1–0               | FC København |
| ------------------ | ----------------- | ------------ |
| Gameiro 7'         | (1–0) Jegyzőkönyv |              |

| Wanda Metropolitano Stadion, Madrid Játékvezető: Gediminas Mažeika (litván) |

| 2018. február 15. 19:00 |

| Szpartak Moszkva | 1–3               | Athletic Bilbao                      |
| ---------------- | ----------------- | ------------------------------------ |
| Luiz Adriano 60' | (0–3) Jegyzőkönyv | Aduriz 22' 39' Kutepov 45+1' (öngól) |

| Otkrityije Aréna, Moszkva Játékvezető: Benoît Bastien (francia) |

| 2018. február 22. 21:05 |

| Athletic Bilbao | 1–2               | Szpartak Moszkva          |
| --------------- | ----------------- | ------------------------- |
| Etxeita 57'     | (0–1) Jegyzőkönyv | Adriano 44' Melgarejo 85' |

| San Mamés Stadion, Bilbao Játékvezető: Tobias Stieler (német) |

| 2018. február 15. 21:05 |

| AÉK           | 1–1               | Dinamo Kijiv |
| ------------- | ----------------- | ------------ |
| Ajdarević 80' | (0–1) Jegyzőkönyv | Cihankov 19' |

| Olimpiai Stadion, Athén Játékvezető: Carlos Der Cerro (spanyol) |

| 2018. február 22. 19:00 |

| Dinamo Kijiv | 0–0         | AÉK |
| ------------ | ----------- | --- |
|              | Jegyzőkönyv |     |

| Olimpiai Stadion, Kijev Játékvezető: Matej Jug (szlovén) |

| 2018. február 15. 21:05 |

| Celtic       | 1–0               | Zenyit |
| ------------ | ----------------- | ------ |
| McGregor 78' | (0–0) Jegyzőkönyv |        |

| Celtic Park, Glasgow Játékvezető: Damir Skomina (szlovén) |

| 2018. február 22. 19:00 |

| Zenyit                               | 3–0               | Celtic |
| ------------------------------------ | ----------------- | ------ |
| Ivanović 8' Kuzjajev 27' Kokorin 61' | (2–0) Jegyzőkönyv |        |

| Petrovszkij Stadion, Szentpétervár Játékvezető: Antonio Mateu Lahoz (spanyol) |

| 2018. február 15. 21:05 |

| SSC Napoli | 1–3               | RB Leipzig                 |
| ---------- | ----------------- | -------------------------- |
| Ounas 52'  | (0–0) Jegyzőkönyv | Werner 61' 90+3' Bruma 74' |

| San Paolo stadion, Nápoly Játékvezető: Artur Soares Dias (portugál) |

| 2018. február 22. 19:00 |

| RB Leipzig | 0–2               | SSC Napoli                |
| ---------- | ----------------- | ------------------------- |
|            | (0–1) Jegyzőkönyv | Zieliński 33' Insigne 86' |

| Red Bull Arena, Lipcse Játékvezető: Anthony Taylor (angol) |

| 2018. február 13. 18:00 |

| Crvena zvezda | 0–0         | CSZKA Moszkva |
| ------------- | ----------- | ------------- |
|               | Jegyzőkönyv |               |

| Rajko Mitić Stadion, Belgrád Játékvezető: Paweł Raczkowski (lengyel) |

| 2018. február 22. 18:00 |

| CSZKA Moszkva  | 1–0               | Crvena zvezda |
| -------------- | ----------------- | ------------- |
| Dzagojev 45+1' | (1–0) Jegyzőkönyv |               |

| VEB Aréna, Moszkva Játékvezető: Jorge Sousa (portugál) |

| 2018. február 15. 21:05 |

| Olympique Lyonnais               | 3–1               | Villarreal CF |
| -------------------------------- | ----------------- | ------------- |
| Ndombele 46' Fekir 49' Depay 82' | (0–0) Jegyzőkönyv | Fornals 63'   |

| Parc Olympique Lyonnais, Décines-Charpieu Játékvezető: Kassai Viktor (magyar) |

| 2018. február 22. 19:00 |

| Villarreal CF | 0–1               | Olympique Lyonnais |
| ------------- | ----------------- | ------------------ |
|               | (0–0) Jegyzőkönyv | Traoré 85'         |

| Estadio El Madrigal, Villarreal Játékvezető: Luca Banti (olasz) |

| 2018. február 15. 19:00 |

| Real Sociedad             | 2–2               | Red Bull Salzburg                    |
| ------------------------- | ----------------- | ------------------------------------ |
| Odriozola 57' Januzaj 80' | (0–1) Jegyzőkönyv | Oyarzabal 27' (öngól) Minamino 90+4' |

| Estadio Anoeta, San Sebastián Játékvezető: Bobby Madden (skót) |

| 2018. február 22. 21:05 |

| Red Bull Salzburg      | 2–1               | Real Sociedad |
| ---------------------- | ----------------- | ------------- |
| Dabbur 10' Berisha 74' | (1–1) Jegyzőkönyv | Navas 28'     |

| Red Bull Arena, Wals-Siezenheim Játékvezető: Szergej Karaszjov (orosz) |

| 2018. február 15. 21:05 |

| Partizan    | 1–1               | Viktoria Plzeň |
| ----------- | ----------------- | -------------- |
| Tawamba 58' | (0–0) Jegyzőkönyv | Řezník 81'     |

| Partizan Stadion, Belgrád Játékvezető: Anasztásziosz Szidirópulosz (görög) |

| 2018. február 22. 19:00 |

| Viktoria Plzeň            | 2–0               | Partizan |
| ------------------------- | ----------------- | -------- |
| Krmenčík 67' Čermák 90+4' | (0–0) Jegyzőkönyv |          |

| Doosan Arena, Plzeň Játékvezető: Jakob Kehlet (dán) |

| 2018. február 15. 21:05 |

| FCSB        | 1–0               | Lazio |
| ----------- | ----------------- | ----- |
| Gnohéré 29' | (1–0) Jegyzőkönyv |       |

| Arena Națională, Bukarest Játékvezető: Deniz Aytekin (német) |

| 2018. február 22. 19:00 |

| Lazio                                       | 5–1               | FCSB        |
| ------------------------------------------- | ----------------- | ----------- |
| Immobile 7' 42' 71' Bastos 35' Anderson 51' | (3–0) Jegyzőkönyv | Gnohéré 82' |

| Olimpiai Stadion, Róma Játékvezető: Slavko Vinčić (szlovén) |

| 2018. február 15. 19:00 |

| Ludogorec Razgrad | 0–3               | AC Milan                                          |
| ----------------- | ----------------- | ------------------------------------------------- |
|                   | (0–1) Jegyzőkönyv | Cutrone 45' Rodríguez 64' (11-esből) Borini 90+2' |

| Ludogorets Arena, Razgrad Játékvezető: Milorad Mažić (szerb) |

| 2018. február 22. 21:05 |

| AC Milan   | 1–0               | Ludogorec Razgrad |
| ---------- | ----------------- | ----------------- |
| Borini 21' | (1–0) Jegyzőkönyv |                   |

| San Siro, Milánó Játékvezető: Alberto Undiano Mallenco (spanyol) |

| 2018. február 15. 17:00 |

| Asztana FK | 1–3               | Sporting CP                                     |
| ---------- | ----------------- | ----------------------------------------------- |
| Tomasov 7' | (1–0) Jegyzőkönyv | Fernandes 48' (11-esből) Gelson 50' Doumbia 56' |

| Asztana Aréna, Asztana Játékvezető: Ruddy Buquet (francia) |

| 2018. február 22. 19:00 |

| Sporting CP               | 3–3               | Asztana FK                           |
| ------------------------- | ----------------- | ------------------------------------ |
| Dost 3' Fernandes 53' 63' | (1–1) Jegyzőkönyv | Tomasov 37' Twumasi 80' Shomko 90+4' |

| Estádio José Alvalade, Lisszabon Játékvezető: Bognár Tamás (magyar) |

| 2018. február 15. 19:00 |

| Östersund FK | 0–3               | Arsenal                                           |
| ------------ | ----------------- | ------------------------------------------------- |
|              | (0–2) Jegyzőkönyv | Monreal 13' Papagiannopoulos 24' (öngól) Özil 58' |

| Jämtkraft Aréna, Östersund Játékvezető: David Fernández Borbalán (spanyol) |

| 2018. február 22. 21:05 |

| Arsenal       | 1–2               | Östersund FK       |
| ------------- | ----------------- | ------------------ |
| Kolašinac 47' | (0–2) Jegyzőkönyv | Aiesh 22' Sema 23' |

| Emirates Stadion, London Játékvezető: Ivan Kružliak (szlovák) |

| 2018. február 15. 19:00 |

| Olympique de Marseille     | 3–0               | Sporting de Braga |
| -------------------------- | ----------------- | ----------------- |
| Germain 4' 69' Thauvin 74' | (1–0) Jegyzőkönyv |                   |

| Stade Vélodrome, Marseille Játékvezető: Serdar Gözübüyük (holland) |

| 2018. február 22. 21:05 |

| Sporting de Braga | 1–0               | Olympique de Marseille |
| ----------------- | ----------------- | ---------------------- |
| R. Horta 31'      | (1–0) Jegyzőkönyv |                        |

| Braga városi stadion, Braga Játékvezető: Svein Oddvar Moen (norvég) |

## Nyolcaddöntők

### Párosítások
A nyolcaddöntők sorsolását 2018. február 23-án tartották. Az első mérkőzéseket 2018. március 8-án, a visszavágókat március 15-én játszották.
| 1. csapat              | Össz.Tooltip Aggregate score | 2. csapat          | 1. mérk. | 2. mérk.   |
| ---------------------- | ---------------------------- | ------------------ | -------- | ---------- |
| Lazio                  | 4–2                          | Dinamo Kijiv       | 2–2      | 2–0        |
| RB Leipzig             | 3–2                          | Zenyit             | 2–1      | 1–1        |
| Atlético de Madrid     | 8–1                          | Lokomotyiv Moszkva | 3–0      | 5–1        |
| CSZKA Moszkva          | 3–3 (i.g.)                   | Olympique Lyonnais | 0–1      | 3–2        |
| Olympique de Marseille | 5–2                          | Athletic Bilbao    | 3–1      | 2–1        |
| Sporting CP            | 3–2                          | Viktoria Plzeň     | 2–0      | 1–2 (h.u.) |
| Borussia Dortmund      | 1–2                          | Red Bull Salzburg  | 1–2      | 0–0        |
| AC Milan               | 1–5                          | Arsenal            | 0–2      | 1–3        |

### Mérkőzések
| 2018. március 8. 21:05 |

| Lazio                     | 2–2               | Dinamo Kijiv            |
| ------------------------- | ----------------- | ----------------------- |
| Immobile 54' Anderson 62' | (0–0) Jegyzőkönyv | Cihankov 52' Moraes 79' |

| Olimpiai Stadion, Róma Játékvezető: Ivan Kružliak (szlovák) |

| 2018. március 15. 19:00 |

| Dinamo Kijiv | 0–2               | Lazio                 |
| ------------ | ----------------- | --------------------- |
|              | (0–1) Jegyzőkönyv | Lucas 23' De Vrij 83' |

| Olimpiai Stadion, Kijev Játékvezető: Jesús Gil Manzano (spanyol) |

| 2018. március 8. 21:05 |

| RB Leipzig           | 2–1               | Zenyit       |
| -------------------- | ----------------- | ------------ |
| Bruma 56' Werner 77' | (0–0) Jegyzőkönyv | Criscito 86' |

| Red Bull Arena, Lipcse Játékvezető: Ovidiu Hațegan (román) |

| 2018. március 15. 19:00 |

| Zenyit        | 1–1               | RB Leipzig   |
| ------------- | ----------------- | ------------ |
| Driussi 45+1' | (1–1) Jegyzőkönyv | Augustin 22' |

| Petrovszkij Stadion, Szentpétervár Játékvezető: Daniele Orsato (olasz) |

| 2018. március 8. 19:00 |

| Atlético de Madrid          | 3–0               | Lokomotyiv Moszkva |
| --------------------------- | ----------------- | ------------------ |
| Saúl 22' Costa 47' Koke 90' | (1–0) Jegyzőkönyv |                    |

| Wanda Metropolitano Stadion, Madrid Játékvezető: Jakob Kehlet (dán) |

| 2018. március 15. 17:00 |

| Lokomotyiv Moszkva | 1–5               | Atlético de Madrid                                          |
| ------------------ | ----------------- | ----------------------------------------------------------- |
| Rybus 20'          | (1–1) Jegyzőkönyv | Correa 16' Saúl 47' Torres 65' (11-esből) 70' Griezmann 85' |

| RZD Aréna, Moszkva Játékvezető: Artur Soares Dias (portugál) |

| 2018. március 8. 19:00 |

| CSZKA Moszkva | 0–1               | Olympique Lyonnais |
| ------------- | ----------------- | ------------------ |
|               | (0–0) Jegyzőkönyv | Marcelo 68'        |

| VEB Aréna, Moszkva Játékvezető: Antonio Mateu Lahoz (spanyol) |

| 2018. március 15. 21:05 |

| Olympique Lyonnais     | 2–3               | CSZKA Moszkva                      |
| ---------------------- | ----------------- | ---------------------------------- |
| Cornet 58' Mariano 71' | (0–1) Jegyzőkönyv | Golovin 39' Musa 60' Wernbloom 65' |

| Parc Olympique Lyonnais, Décines-Charpieu Játékvezető: Bobby Madden (skót) |

| 2018. március 8. 21:05 |

| Olympique de Marseille   | 3–1               | Athletic Bilbao |
| ------------------------ | ----------------- | --------------- |
| Ocampos 1' 57' Payet 14' | (2–1) Jegyzőkönyv | Aduriz 45+3'    |

| Stade Vélodrome, Marseille Játékvezető: Jorge Sousa (portugál) |

| 2018. március 15. 19:00 |

| Athletic Bilbao | 1–2               | Olympique de Marseille           |
| --------------- | ----------------- | -------------------------------- |
| Williams 74'    | (0–1) Jegyzőkönyv | Payet 38' (11-esből) Ocampos 52' |

| San Mamés Stadion, Bilbao Játékvezető: Anthony Taylor |

| 2018. március 8. 21:05 |

| Sporting CP       | 2–0               | Viktoria Plzeň |
| ----------------- | ----------------- | -------------- |
| Montero 45+1' 49' | (1–0) Jegyzőkönyv |                |

| Estádio José Alvalade, Lisszabon Játékvezető: Alekszej Kulbakov (fehérorosz) |

| 2018. március 15. 19:00 |

| Viktoria Plzeň | 2–1 (h. u.)                 | Sporting CP      |
| -------------- | --------------------------- | ---------------- |
| Bakoš 6' 65'   | (1–0, 2–0, 2–1) Jegyzőkönyv | Battaglia 105+2' |

| Doosan Arena, Plzeň Játékvezető: Tobias Stieler (német) |

| 2018. március 8. 19:00 |

| Borussia Dortmund | 1–2               | Red Bull Salzburg             |
| ----------------- | ----------------- | ----------------------------- |
| Schürrle 62'      | (0–0) Jegyzőkönyv | V. Berisha 49' (11-esből) 56' |

| Westfalenstadion, Dortmund Játékvezető: Slavko Vinčić (szlovén) |

| 2018. március 15. 21:05 |

| Red Bull Salzburg | 0–0         | Borussia Dortmund |
| ----------------- | ----------- | ----------------- |
|                   | Jegyzőkönyv |                   |

| Red Bull Arena, Wals-Siezenheim Játékvezető: Benoît Bastien (francia) |

| 2018. március 8. 19:00 |

| AC Milan | 0–2               | Arsenal                    |
| -------- | ----------------- | -------------------------- |
|          | (0–2) Jegyzőkönyv | Mhitarján 15' Ramsey 45+4' |

| San Siro, Milánó Játékvezető: Clément Turpin (francia) |

| 2018. március 15. 21:05 |

| Arsenal                              | 3–1               | AC Milan       |
| ------------------------------------ | ----------------- | -------------- |
| Welbeck 39' (11-esből) 86' Xhaka 71' | (1–1) Jegyzőkönyv | Çalhanoğlu 35' |

| Emirates Stadion, London Játékvezető: Jonas Eriksson (svéd) |

## Negyeddöntők

### Párosítások
A negyeddöntők sorsolását 2018. március 16-án tartották. Az első mérkőzéseket 2018. április 5-én, a visszavágókat április 12-én játszották.
| 1. csapat          | Össz.Tooltip Aggregate score | 2. csapat              | 1. mérk. | 2. mérk. |
| ------------------ | ---------------------------- | ---------------------- | -------- | -------- |
| RB Leipzig         | 3–5                          | Olympique de Marseille | 1–0      | 2–5      |
| Arsenal            | 6–3                          | CSZKA Moszkva          | 4–1      | 2–2      |
| Atlético de Madrid | 2–1                          | Sporting CP            | 2–0      | 0–1      |
| Lazio              | 5–6                          | Red Bull Salzburg      | 4–2      | 1–4      |

### Mérkőzések
| 2018. április 5. 21:05 |

| RB Leipzig   | 1–0               | Olympique de Marseille |
| ------------ | ----------------- | ---------------------- |
| Werner 45+1' | (1–0) Jegyzőkönyv |                        |

| Red Bull Arena, Lipcse Játékvezető: Alberto Undiano Mallenco (spanyol) |

| 2018. április 12. 21:05 |

| Olympique de Marseille                                         | 5–2               | RB Leipzig            |
| -------------------------------------------------------------- | ----------------- | --------------------- |
| Ilsanker 6' (öngól) Sarr 9' Thauvin 38' Payet 60' Szakai 90+4' | (3–1) Jegyzőkönyv | Bruma 2' Augustin 55' |

| Stade Vélodrome, Marseille Játékvezető: Björn Kuipers (holland) |

| 2018. április 5. 21:05 |

| Arsenal                                    | 4–1               | CSZKA Moszkva |
| ------------------------------------------ | ----------------- | ------------- |
| Ramsey 9' 28' Lacazette 23' (11-esből) 35' | (4–1) Jegyzőkönyv | Golovin 15'   |

| Emirates Stadion, London Játékvezető: Pavel Královec (cseh) |

| 2018. április 12. 21:05 |

| CSZKA Moszkva           | 2–2               | Arsenal                  |
| ----------------------- | ----------------- | ------------------------ |
| Csalov 39' Nababkin 50' | (1–0) Jegyzőkönyv | Welbeck 75' Ramsey 90+2' |

| VEB Aréna, Moszkva Játékvezető: Felix Zwayer (német) |

| 2018. április 5. 21:05 |

| Atlético de Madrid    | 2–0               | Sporting CP |
| --------------------- | ----------------- | ----------- |
| Koke 1' Griezmann 40' | (2–0) Jegyzőkönyv |             |

| Wanda Metropolitano Stadion, Madrid Játékvezető: Szergej Karaszjov (orosz) |

| 2018. április 12. 21:05 |

| Sporting CP | 1–0               | Atlético de Madrid |
| ----------- | ----------------- | ------------------ |
| Montero 28' | (0–0) Jegyzőkönyv |                    |

| Estádio José Alvalade, Lisszabon Játékvezető: Milorad Mažić (szerb) |

| 2018. április 5. 21:05 |

| Lazio                                         | 4–2               | Red Bull Salzburg                   |
| --------------------------------------------- | ----------------- | ----------------------------------- |
| Lulić 8' Parolo 49' Anderson 74' Immobile 76' | (1–1) Jegyzőkönyv | Berisha 30' (11-esből) Minamino 71' |

| Olimpiai Stadion, Róma Játékvezető: Ovidiu Hațegan (román) |

| 2018. április 12. 21:05 |

| Red Bull Salzburg                           | 4–1               | Lazio        |
| ------------------------------------------- | ----------------- | ------------ |
| Dabbur 56' Haidara 72' Hvang 74' Lainer 76' | (0–0) Jegyzőkönyv | Immobile 55' |

| Red Bull Arena, Wals-Siezenheim Játékvezető: Damir Skomina (szlovén) |

## Elődöntők
Az elődöntők sorsolását 2018. április 13-án tartották. Az első mérkőzéseket 2018. április 26-án, a visszavágókat május 3-án játszották.

### Párosítások
| 1. csapat              | Össz.Tooltip Aggregate score | 2. csapat          | 1. mérk. | 2. mérk. |
| ---------------------- | ---------------------------- | ------------------ | -------- | -------- |
| Olympique de Marseille | 3–2                          | Red Bull Salzburg  | 2–0      | 1–2      |
| Arsenal                | 1–2                          | Atlético de Madrid | 1–1      | 0–1      |

### Mérkőzések
| 2018. április 26. 21:05 |

| Olympique de Marseille | 2–0               | Red Bull Salzburg |
| ---------------------- | ----------------- | ----------------- |
| Thauvin 15' N’Jie 63'  | (1–0) Jegyzőkönyv |                   |

| Stade Vélodrome, Marseille Játékvezető: William Collum (skót) |

| 2018. május 3. 21:05 |

| Red Bull Salzburg            | 2–1 (h. u.)                 | Olympique de Marseille |
| ---------------------------- | --------------------------- | ---------------------- |
| Haidara 53' Sarr 65' (öngól) | (0–0, 2–0, 2–0) Jegyzőkönyv | Rolando 116'           |

| Red Bull Arena, Wals-Siezenheim Játékvezető: Szergej Karaszjov (orosz) |

| 2018. április 26. 21:05 |

| Arsenal       | 1–1               | Atlético de Madrid |
| ------------- | ----------------- | ------------------ |
| Lacazette 61' | (0–0) Jegyzőkönyv | Griezmann 82'      |

| Emirates Stadion, London Játékvezető: Clément Turpin (francia) |

| 2018. május 3. 21:05 |

| Atlético de Madrid | 1–0               | Arsenal |
| ------------------ | ----------------- | ------- |
| Costa 45+2'        | (1–0) Jegyzőkönyv |         |

| Wanda Metropolitano Stadion, Madrid Játékvezető: Gianluca Rocchi (olasz) |

## Döntő
| 2018. május 16. 20:45 |

| Olympique de Marseille | 0–3               | Atlético de Madrid         |
| ---------------------- | ----------------- | -------------------------- |
|                        | (0–1) Jegyzőkönyv | Griezmann 21' 49' Gabi 89' |

| Parc Olympique Lyonnais, Décines-Charpieu Játékvezető: Björn Kuipers (holland) |